# Audi 80/90/4000
De Audi 80 is een middenklassenauto die tot 1996 geproduceerd is door de Duitse autofabrikant Audi. De 80 was verkrijgbaar in twee modellen, een sedan en een stationwagen (Avant). Tevens waren er op basis van de 80 nog een coupé en een cabriolet verkrijgbaar.
De Audi 90 is een luxueuzere en krachtigere uitvoering van de Audi 80 sedan.
De Audi 4000 werd in Noord-Amerika als naam gebruikt voor de Audi 80, die van 1972 tot 1979 daar nog de Audi Fox heette, maar daarna de naamsverandering naar 4000 onderging.

## Eerste generatie (B1)
In 1972 introduceerde Audi de 80, een conventionele twee- of vierdeurs voorwielaangedreven auto met een watergekoelde motor in de lengterichting voorin geplaatst. De vierkante carrosserie met dunne raamstijlen had een groot glasoppervlak en bood veel ruimte voor passagiers. Een jaar later werd het platform van de 80 gebruikt als basis voor het nieuwe topmodel van Volkswagen, de Passat. Voor diverse markten, waaronder Amerika, werd de eerste 80 verkocht onder de naam Fox. Voor sommige markten was een stationcar-versie beschikbaar, de Audi 80 Variant.
De 80 werd eind 1976 voor modeljaar 1977 gefacelift. De richtingaanwijzers verhuisden van de voorbumper naar de hoeken van de - nu rechthoekige - koplampen, de achterkant werd licht aangepast en het interieur onderging wat kleine wijzigingen. De interne fabriekscode voor dit model was 'typ 80', na de facelift 'typ 82'.

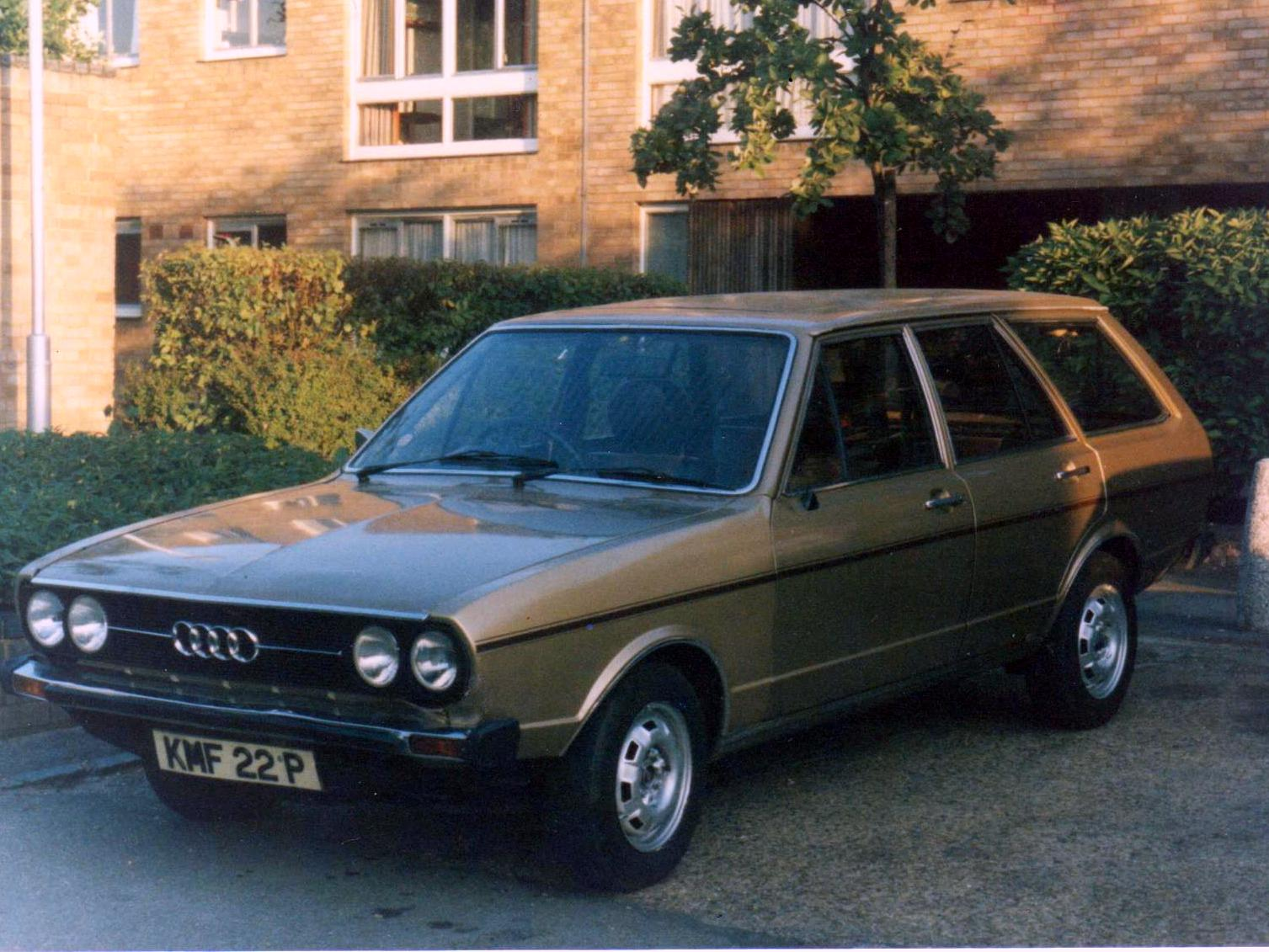
Audi 80 Variant
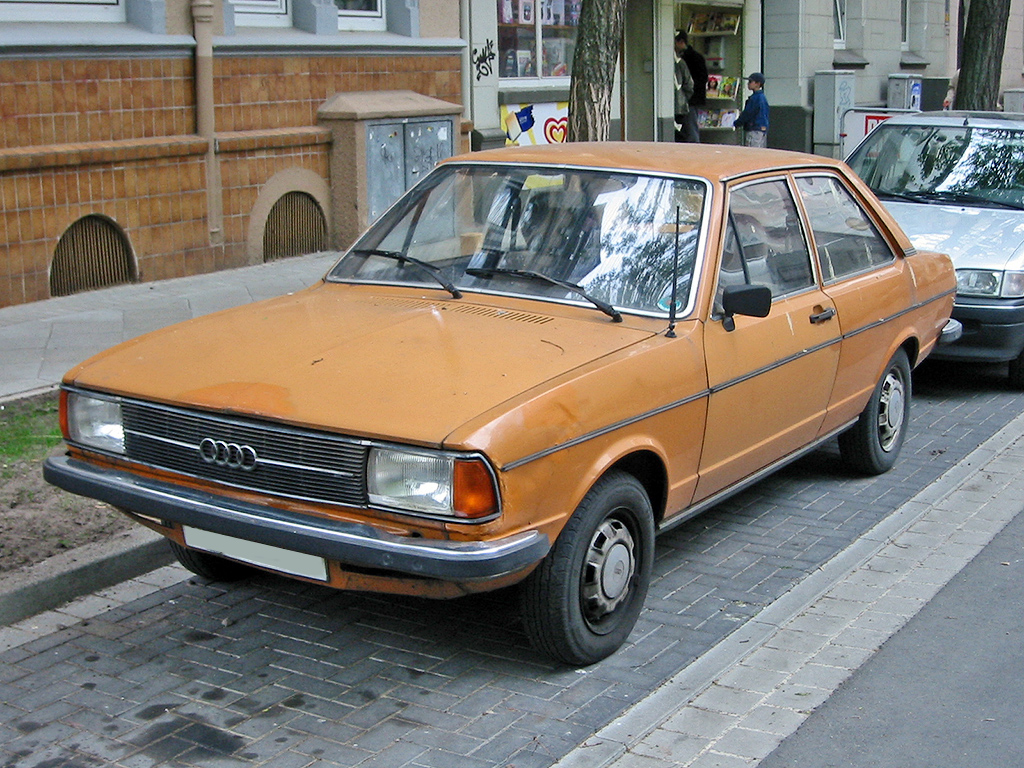
Audi 80, facelift

## Tweede generatie (B2)
De tweede generatie 80 kwam in modeljaar 1979 (eind 1978). Deze auto was een maat groter dan de eerste generatie, de basismotor veranderde van een 1.3 in een 1.6 om de prestaties gelijk te houden. De tweede generatie 80 is herkenbaar aan zijn kunststof bumpers, de eerste generatie had chromen bumpers. Voor modeljaar 1981 werd op basis van de 80 een sportief gelijnde tweedeurs coupé geïntroduceerd, de Coupé GT. Deze auto was tot de B-stijl gelijk aan de tweedeurs 80 maar voorzien van een tweeliter vijfcilindermotor. Vanwege de grotere torsiestijfheid werd de coupé niet geleverd als driedeurs. Later kwamen er ook viercilinderuitvoeringen van de coupé en de vierwielaangedreven quattro met 200 pk turbomotor. De 80 sedan werd in Amerika en Canada geleverd als 4000, de coupé heette daar ook simpelweg 'Coupé'. Ook de 80 werd in 1983 leverbaar met quattro-aandrijving en vijfcilindermotor. Ook de tweede generatie 80 had een Volkswagen Passat-evenknie.

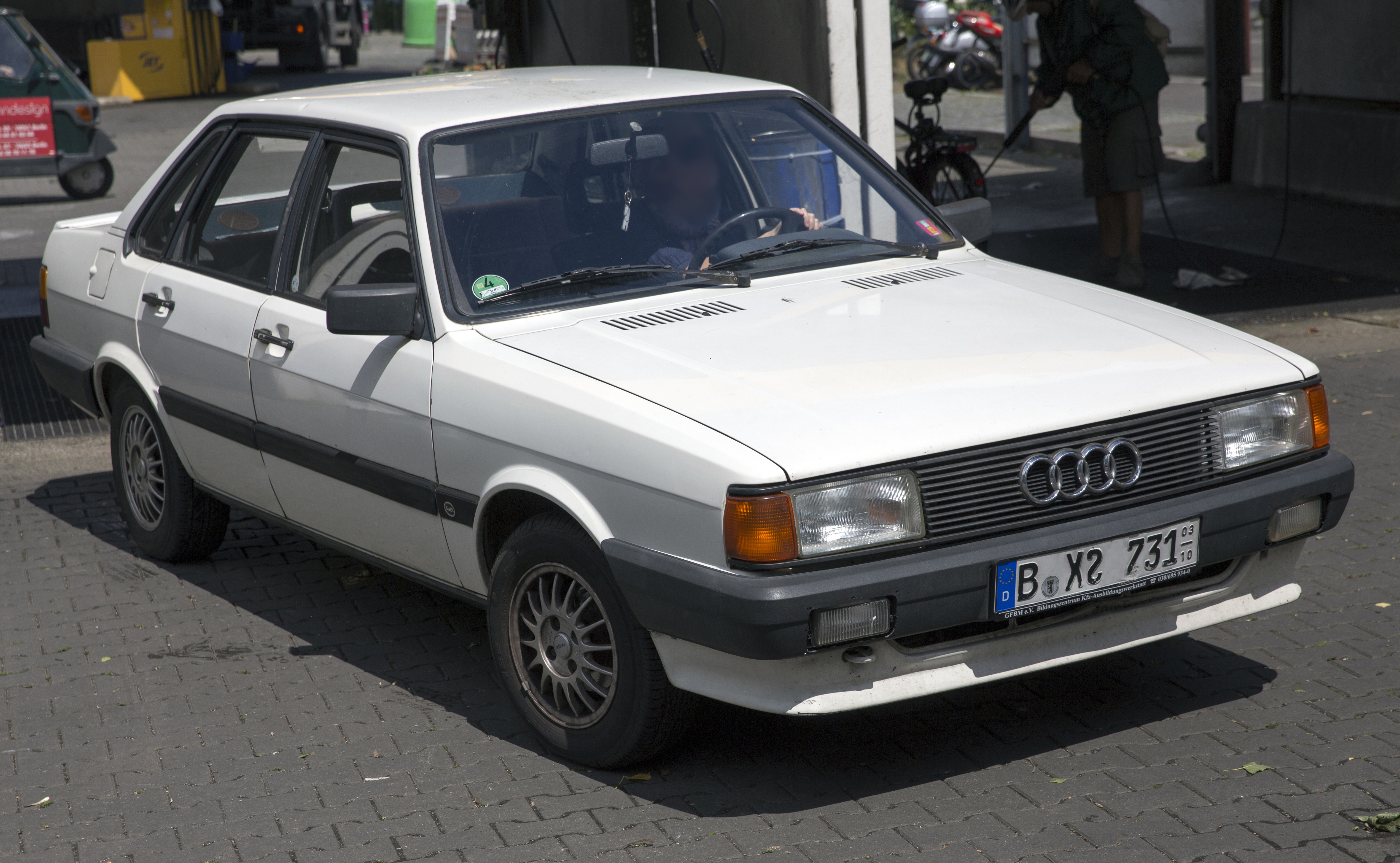
Audi 80, facelift

Voordat de tweede generatie 80 uit de productie ging, heeft dit model nog een facelift gehad. De verchroomde wieldoppen met ringen zijn vervangen voor kunststof wieldoppen, de bumpers werden wat robuuster, De zijkanten werden, op de hoogte van de bumpers, voorzien van een kunststof stootband, aan de voorzijde kwam een kleine spoiler, en de achterzijde kreeg grotere achterlichten. De Audi 80 B2 is nooit verzinkt geweest, gedurende de productiejaren is de holleruimte behandeling wel verbeterd. De B3 generatie was wel volledig verzinkt net als de Audi 100 en 200 C3.

### Motoren
De Audi 80 B2 was leverbaar met de volgende motoren:
Benzine
| Type        | Motor    | Motor     | Motor                | Motor   | Vermogen | Koppel | Jaartal     |
| Type        | Inhoud   | Cilinders | Brandstofvoorziening | Kleppen | Vermogen | Koppel | Jaartal     |
| ----------- | -------- | --------- | -------------------- | ------- | -------- | ------ | ----------- |
| 1.3         | 1272 cm³ | 4-in-lijn | carburateur          | 8V      | 60 pk    | 95 Nm  | 1978 - 1986 |
| 1.6         | 1588 cm³ | 4-in-lijn | carburateur          | 8V      | 75 pk    | 121 Nm | 1978 - 1986 |
| 1.6 85      | 1588 cm³ | 4-in-lijn | carburateur          | 8V      | 85 pk    | 127 Nm | 1978 - 1984 |
| 1.6 GLE     | 1588 cm³ | 4-in-lijn | injectie             | 8V      | 110 pk   | 140 Nm | 1979 - 1982 |
| 1.8         | 1781 cm³ | 4-in-lijn | carburateur          | 8V      | 90 pk    | 145 Nm | 1983 - 1986 |
| 1.8 GTE     | 1781 cm³ | 4-in-lijn | injectie             | 8V      | 112 pk   | 153 Nm | 1983 - 1984 |
| 1.8 GTE     | 1781 cm³ | 4-in-lijn | injectie             | 8V      | 112 pk   | 160 Nm | 1984 - 1988 |
| 1.9         | 1921 cm³ | 5-in-lijn | injectie             | 10V     | 115 pk   | 154 Nm | 1981 - 1983 |
| 2.0         | 1994 cm³ | 5-in-lijn | injectie             | 10V     | 115 pk   | 165 Nm | 1983 - 1984 |
| 2.2 QUATTRO | 2144 cm³ | 5-in-lijn | injectie             | 10V     | 136 pk   | 176 Nm | 1983 - 1984 |

Diesel
| Type             | Motor    | Motor     | Motor   | Vermogen | Koppel | Jaartal     |
| Type             | Inhoud   | Cilinders | Kleppen | Vermogen | Koppel | Jaartal     |
| ---------------- | -------- | --------- | ------- | -------- | ------ | ----------- |
| 1.6 Diesel       | 1588 cm³ | 4-in-lijn | 8V      | 54 pk    | 104 Nm | 1980 - 1984 |
| 1.6 Diesel       | 1588 cm³ | 4-in-lijn | 8V      | 54 pk    | 100 Nm | 1984 - 1986 |
| 1.6 Turbo Diesel | 1588 cm³ | 4-in-lijn | 8V      | 70 pk    | 133 Nm | 1982 - 1986 |

## Derde generatie (B3)

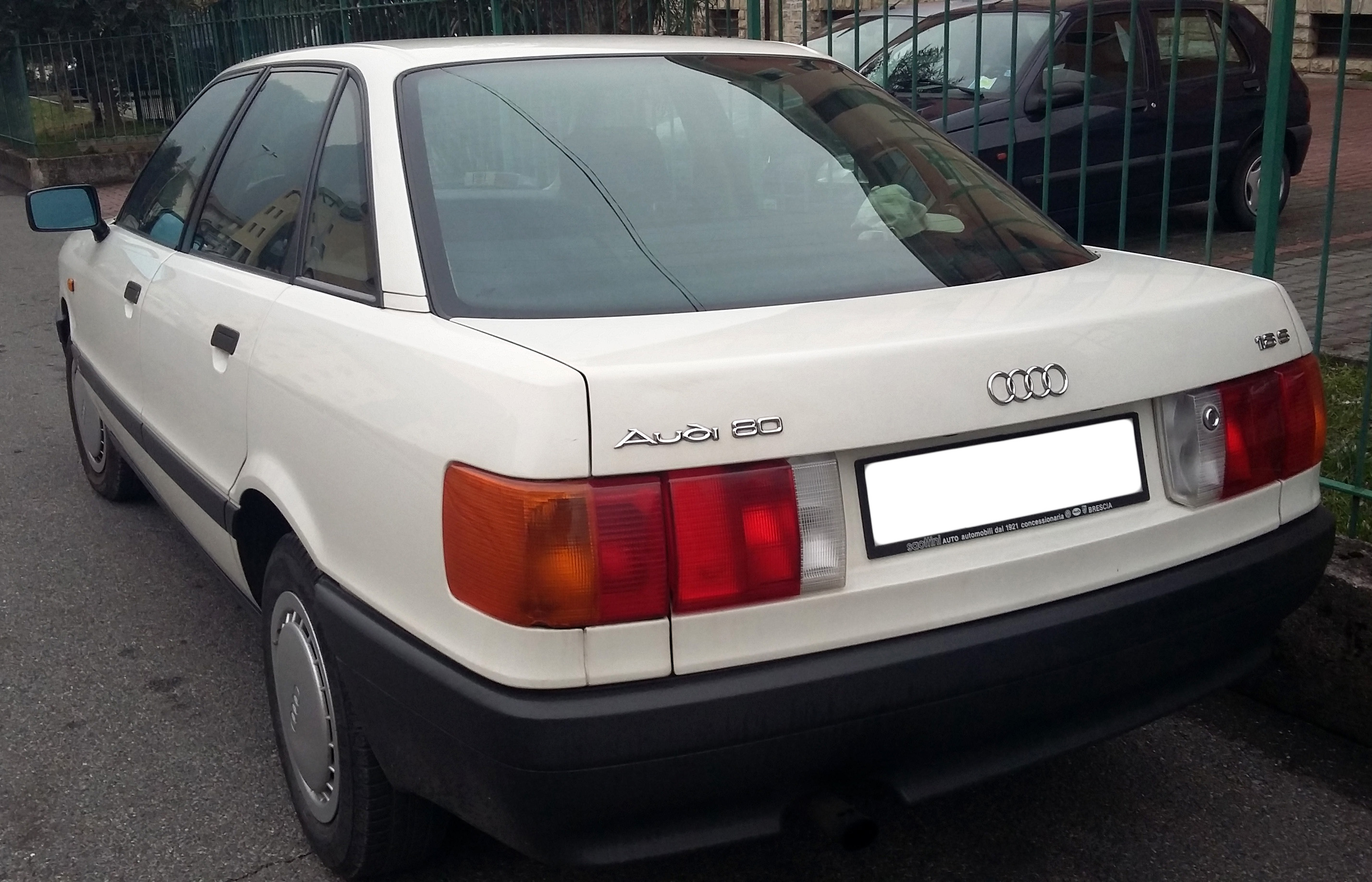
Audi B3, achteraanzicht

In 1986 introduceerde Audi de derde generatie 80 met interne fabriekscode typ89. Net zoals de Audi 100 die enkele jaren ervoor was geïntroduceerd had ook de typ89 een zeer lage CW-waarde van maar liefst 0,29. Het totale frontoppervlak van de typ89 was maar 1,91 vierkante meter. Een van die manieren om de luchtweerstand laag te houden was de vrij vlakke voorruit, iets wat halverwege de jaren 80 nog uniek was in deze klasse.
Vanaf de introductie van de B3 werd deze auto ook in Amerika verkocht als Audi 80 en 90.
De techniek kwam voort uit de eerdere generatie B2. Zo lag de motor weer in lengterichting en dreef hij de voorwielen aan. Optioneel bij de zwaardere motoren was het Quattro-systeem ook leverbaar. De typ89 was leverbaar met drie verschillende versnellingsbakken, de vierbak, de vijfbak en de drietrapsautomaat.

### Verzinkt
De typ89 was een van de eerste auto’s die een volledig met zink gegalvaniseerde carrosserie had, waardoor roest volledig was uitgebannen - een belangrijk verkoopargument in een tijd waarin roest het leven van veel auto's voortijdig beëindigde. Audi gaf dan ook 10 jaar garantie tegen doorroesten van binnenuit (later 12 jaar garantie).

### Procon-Ten
Optioneel bood Audi ook een passief veiligheidssysteem aan, genaamd Procon-Ten. Een staalkabel was aan de motor bevestigd en liep door de auto richting de gordels en om het stuurhuis heen. Bij een frontale aanrijding werd het motorblok naar binnen gedrukt, trokken de gordels samen en trok het stuur zich van de bestuurder af.

### Motoren
De Audi 80 B3 was leverbaar met de volgende motoren:
Benzine
| Type    | Motor    | Motor     | Motor                | Motor   | Vermogen | Koppel | Jaartal     |
| Type    | Inhoud   | Cilinders | Brandstofvoorziening | Kleppen | Vermogen | Koppel | Jaartal     |
| ------- | -------- | --------- | -------------------- | ------- | -------- | ------ | ----------- |
| 1.6     | 1595 cm³ | 4-in-lijn | carburateur          | 8V      | 69 pk    | 118 Nm | 1989 - 1991 |
| 1.8     | 1781 cm³ | 4-in-lijn | carburateur          | 8V      | 75 pk    | 140 Nm | 1986 - 1989 |
| 1.8     | 1781 cm³ | 4-in-lijn | carburateur          | 8V      | 88 pk    | 142 Nm | 1986 - 1989 |
| 1.8     | 1781 cm³ | 4-in-lijn | carburateur          | 8V      | 90 pk    | 142 Nm | 1986 - 1989 |
| 1.9     | 1847 cm³ | 4-in-lijn | injectie             | 8V      | 113 pk   | 160 Nm | 1986 - 1988 |
| 2.0     | 1984 cm³ | 4-in-lijn | injectie             | 8V      | 113 pk   | 170 Nm | 1988 - 1991 |
| 2.0 16V | 1984 cm³ | 4-in-lijn | injectie             | 16V     | 140 pk   | 181 Nm | 1990 - 1991 |

Diesel
| Type   | Motor    | Motor     | Motor   | Vermogen | Koppel | Jaartal     |
| Type   | Inhoud   | Cilinders | Kleppen | Vermogen | Koppel | Jaartal     |
| ------ | -------- | --------- | ------- | -------- | ------ | ----------- |
| 1.6 D  | 1588 cm³ | 4-in-lijn | 8V      | 54 pk    | 100 Nm | 1986 - 1989 |
| 1.9 D  | 1896 cm³ | 4-in-lijn | 8V      | 68 pk    | 127 Nm | 1989 - 1991 |
| 1.6 TD | 1588 cm³ | 4-in-lijn | 8V      | 80 pk    | 155 Nm | 1988 - 1991 |

## Vierde generatie (B4)
In 1991 kwam de vierde en laatste generatie van de Audi 80-reeks op de markt. De meest opvallende wijziging was de neus die nu een echte grille had zodat het model het nieuwe Audi-gezicht kreeg. Audi pakte de kritiek op de derde generatie op door een grotere kofferbak met optioneel neerklapbare achterbank (bij zijn voorganger zat de brandstoftank daarvoor in de weg), een breder dak waardoor de cabine ruimer werd en de zijruiten minder vlak lagen (zoninstraling was een klacht bij zijn voorganger) en bredere wielkasten waardoor er grotere en bredere wielen gemonteerd konden worden. Standaard stond de nieuwe 80 op 15"-velgen, zijn voorganger deed het met 14". Ook nieuw bij deze 80 was een V6 als topmotorisering om de 80 een klasse hoger te zetten. De type-aanduiding '90' was inmiddels verdwenen, alle versies heetten gewoon '80'. In Amerika bleef de aanduiding '90' en verdween de 80, het model was alleen leverbaar met V6-motor.

### Audi 80 Avant
In 1992 bracht Audi ook een stationcarversie van de 80 op de markt, de Avant. Dit model was een aanvulling op het gamma.

### Motoren
In het aanbod van motoren veranderde er ook het een en ander. De 1,8-motoren kwamen te vervallen. De 1,6 kreeg 52 kW/71 pk en monopoint injectie. Van de 2,0 kwam er ook een 66 kW/90 pk-variant, de 2,3 5-cilinders uit de 90 werden voortaan in de 80 aangeboden. Ook kwamen er twee V6-motoren bij, namelijk de 2,6 met 110 kW/150 pk en de 2,8 met 128 kW/174 pk. Uiteraard kwamen er ook weer dieselmotoren bij, namelijk de 1,9-turbodiesel met 55 kW/75 pk en de 1,9-turbodiesel met directe injectie (TDi) met 66 kW/90 pk.
De Audi 80 B4 was leverbaar met de volgende motoren:
Benzine
| Type        | Motor    | Motor     | Motor   | Vermogen | Koppel | Jaartal     |
| Type        | Inhoud   | Cilinders | Kleppen | Vermogen | Koppel | Jaartal     |
| ----------- | -------- | --------- | ------- | -------- | ------ | ----------- |
| 1.6         | 1595 cm³ | 4-in-lijn | 8V      | 71 pk    | 127 Nm | 1992 - 1994 |
| 2.0         | 1984 cm³ | 4-in-lijn | 8V      | 90 pk    | 148 Nm | 1991 - 1995 |
| 2.0         | 1984 cm³ | 4-in-lijn | 8V      | 115 pk   | 165 Nm | 1991 - 1995 |
| 2.3         | 2309 cm³ | 5-in-lijn | 10V     | 133 pk   | 186 Nm | 1991 - 1995 |
| 2.6         | 2598 cm³ | V6        | 12V     | 150 pk   | 225 Nm | 1992 - 1995 |
| 2.8         | 2771 cm³ | V6        | 12V     | 174 pk   | 250 Nm | 1991 - 1995 |
| S2 Quattro  | 2226 cm³ | 5-in-lijn | 20V     | 230 pk   | 350 Nm | 1993 - 1995 |
| RS2 Quattro | 2226 cm³ | 5-in-lijn | 20V     | 316 pk   | 410 Nm | 1994 - 1995 |

Diesel
| Type    | Motor    | Motor     | Motor   | Vermogen | Koppel | Jaartal     |
| Type    | Inhoud   | Cilinders | Kleppen | Vermogen | Koppel | Jaartal     |
| ------- | -------- | --------- | ------- | -------- | ------ | ----------- |
| 1.9 TD  | 1896 cm³ | 4-in-lijn | 8V      | 75 pk    | 150 Nm | 1991 - 1995 |
| 1.9 TDI | 1896 cm³ | 4-in-lijn | 8V      | 90 pk    | 202 Nm | 1991 - 1995 |

### Einde van de Audi 80
In 1994 kwam er een einde aan de Audi 80 B4. Het model werd opgevolgd door de Audi A4 (B5). De Avant werd nog tot eind 1995 geleverd, de coupé tot 1996 en de cabriolet tot 2000.

## De Audi 90

### Audi 90 B2

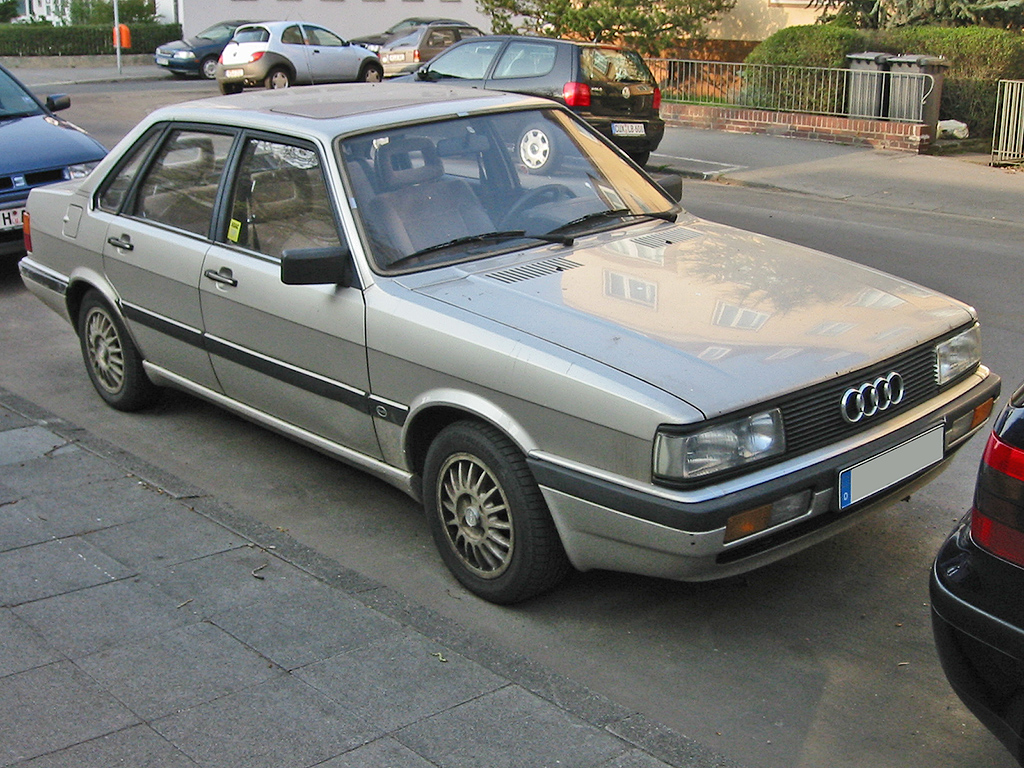
Audi 90

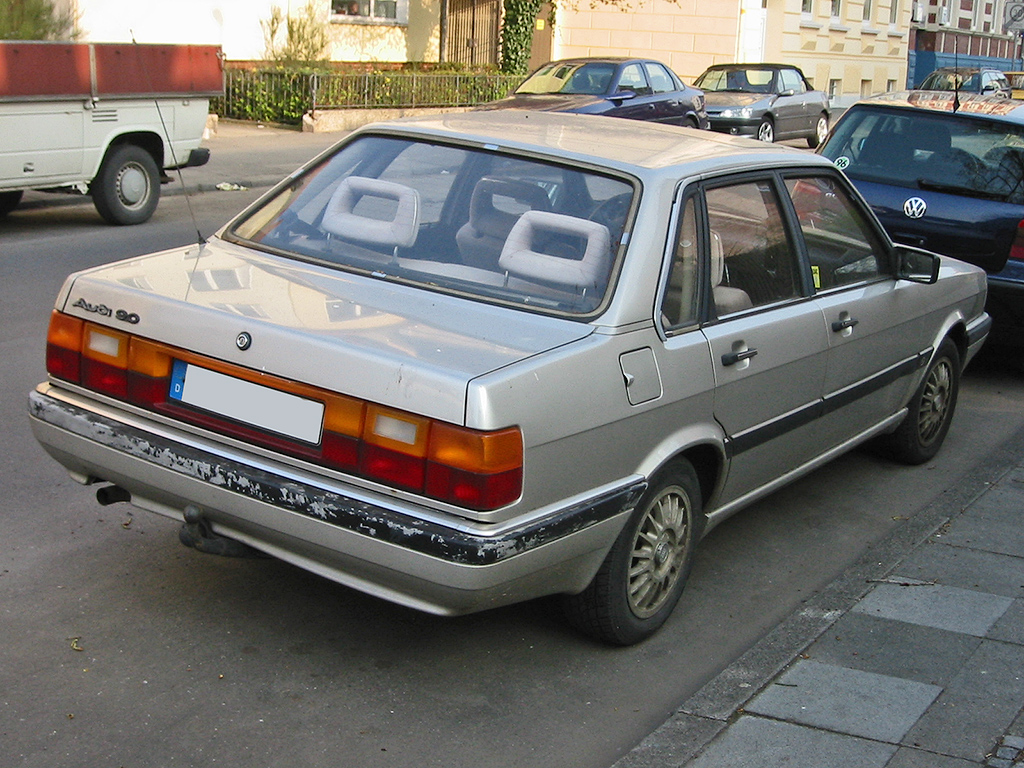
Audi 90

In 1984 rationaliseerde Audi de 80-reeks door de introductie van de 90, in principe een 80 met luxueuzere uitrusting en vijfcilindermotor. Uiterlijk was de 90 herkenbaar aan de groter koplampunits van de Coupé en dikkere bumpers die tot onderaan de carrosserie doorliepen. Ook de 90 werd leverbaar met quattro-aandrijving. Eind 1984 werd de tweede generatie 80 gefacelift, met een iets meer afgeronde neus en een dieper doorlopende kofferdeksel met grotere achterlichtunits. De interne fabriekscode voor dit model was typ 81 en de vierwielaangedreven varianten typ 85. Over de 81/85-verdeling is overigens een discussie gaande, zelfs Audi is hierin niet erg duidelijk en consequent.

### Motoren
De Audi 90 B2 was leverbaar met de volgende motoren:
Benzine
| Type | Motor    | Motor     | Motor                | Motor   | Vermogen | Koppel | Jaartal     |
| Type | Inhoud   | Cilinders | Brandstofvoorziening | Kleppen | Vermogen | Koppel | Jaartal     |
| ---- | -------- | --------- | -------------------- | ------- | -------- | ------ | ----------- |
| 2.0  | 1994 cm³ | 5-in-lijn | injectie             | 10V     | 115 pk   | 165 Nm | 1983 - 1987 |
| 2.2  | 2144 cm³ | 5-in-lijn | injectie             | 10V     | 136 pk   | 176 Nm | 1983 - 1987 |

### Audi 90 B3

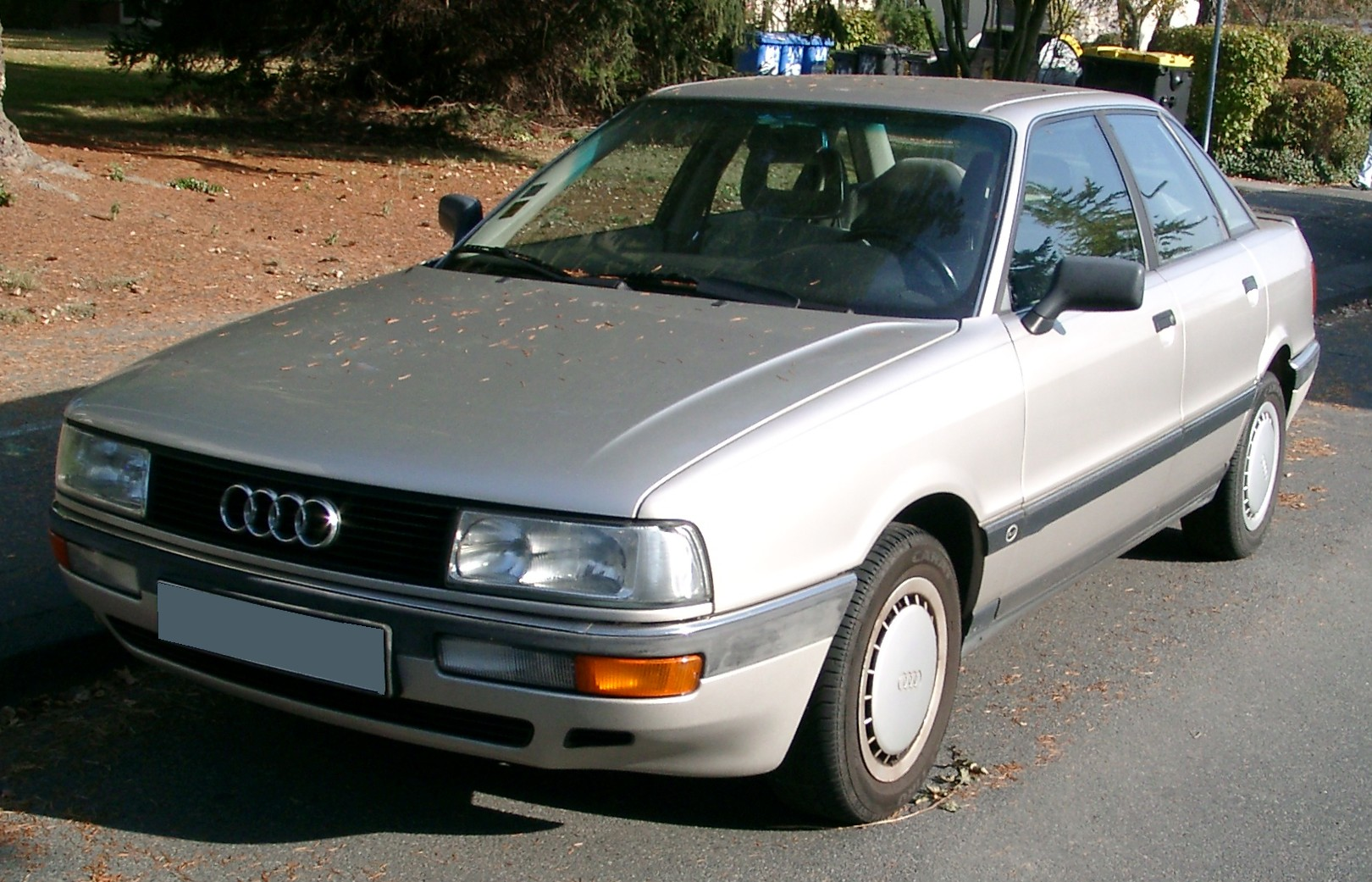
Audi 90

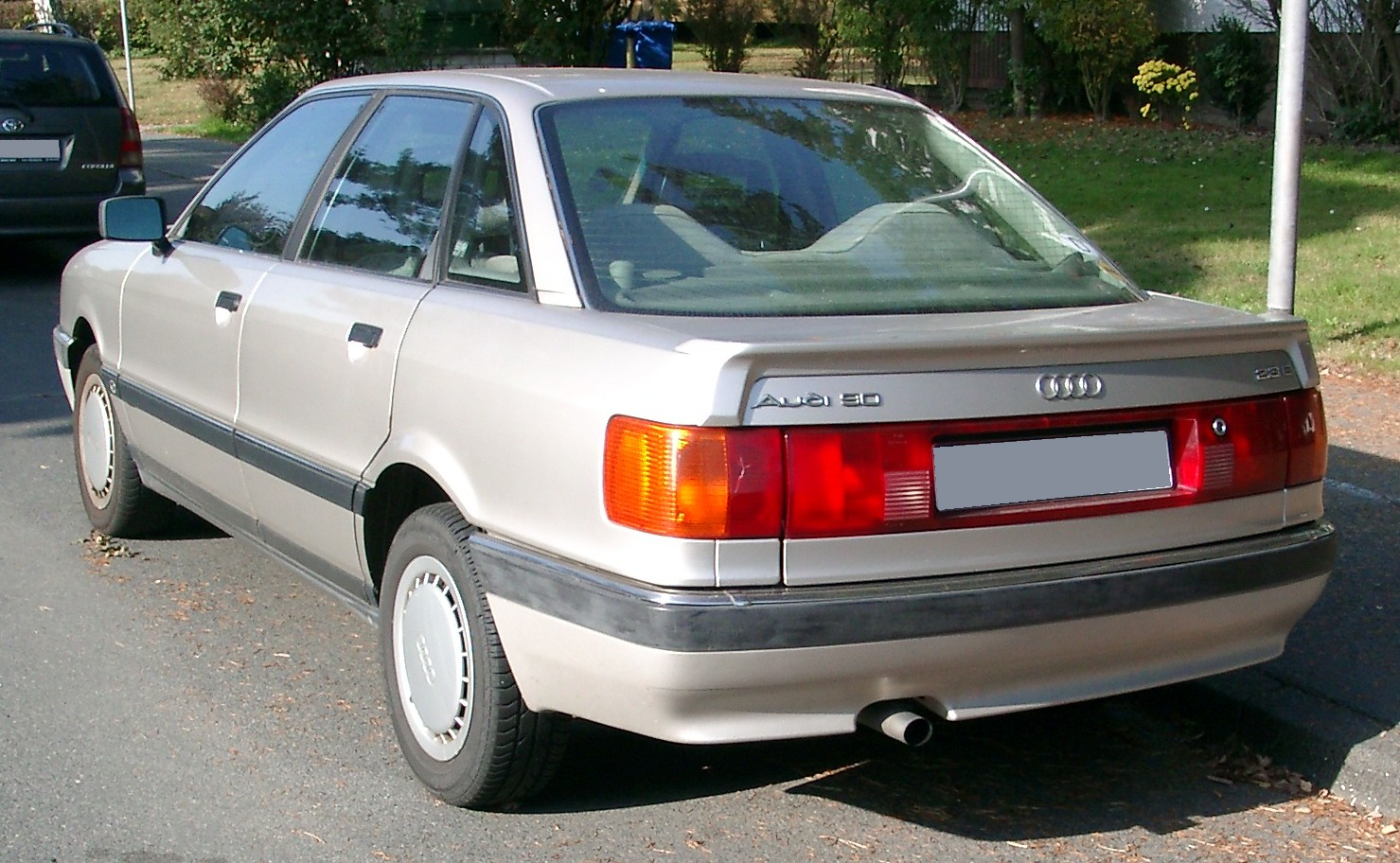
Audi 90

In 1987 vervolgde Audi de 90-reeks op basis van het B3-platform waarop de Audi 80 B3 was gebaseerd. De Audi 90 was wederom leverbaar met vijfcilindermotoren, had een veel rijkere uitrusting, grotere koplampen, aparte knipperlichten in de bumper samen met breedstralers, en was voorzien van chroomstrips. Op de achterklep rond de kentekenplaat was een achterlicht gemonteerd dat uit een stuk bestond.
De Audi 90 B3 was leverbaar met de volgende motoren:
Benzine
| Type      | Motor    | Motor     | Motor   | Vermogen | Koppel | Jaartal     |
| Type      | Inhoud   | Cilinders | Kleppen | Vermogen | Koppel | Jaartal     |
| --------- | -------- | --------- | ------- | -------- | ------ | ----------- |
| 2.0 E     | 1984 cm³ | 5-in-lijn | 10V     | 115 pk   | 172 Nm | 1987 - 1991 |
| 2.3 E     | 2309 cm³ | 5-in-lijn | 10V     | 136 pk   | 190 Nm | 1987 - 1991 |
| 2.3 E 20v | 2309 cm³ | 5-in-lijn | 20V     | 170 pk   | 220 Nm | 1989 - 1991 |

Na de overgang op het B4-platform kwam de Audi 90 te vervallen. De motoren werden grotendeels ondergebracht in de Audi 80 B4-serie. In Amerika bleef de Audi 90 wel leverbaar in plaats van de Audi 80.

## Coupé en Cabriolet

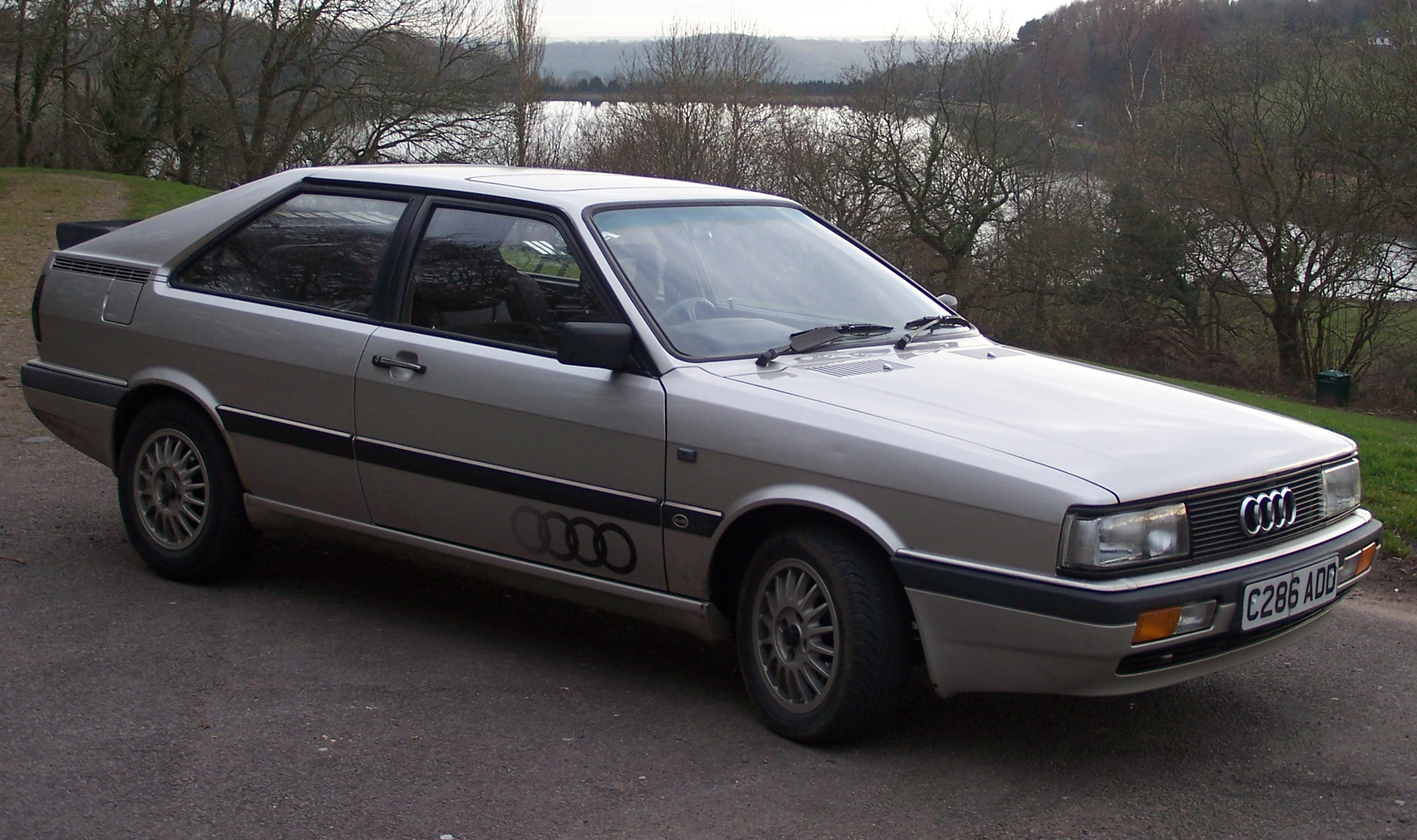
Audi Coupé B2

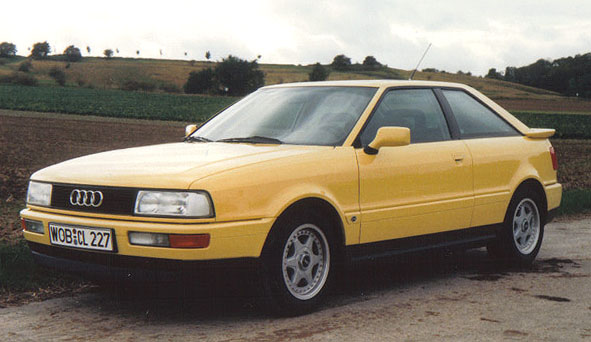
Audi Coupé B3

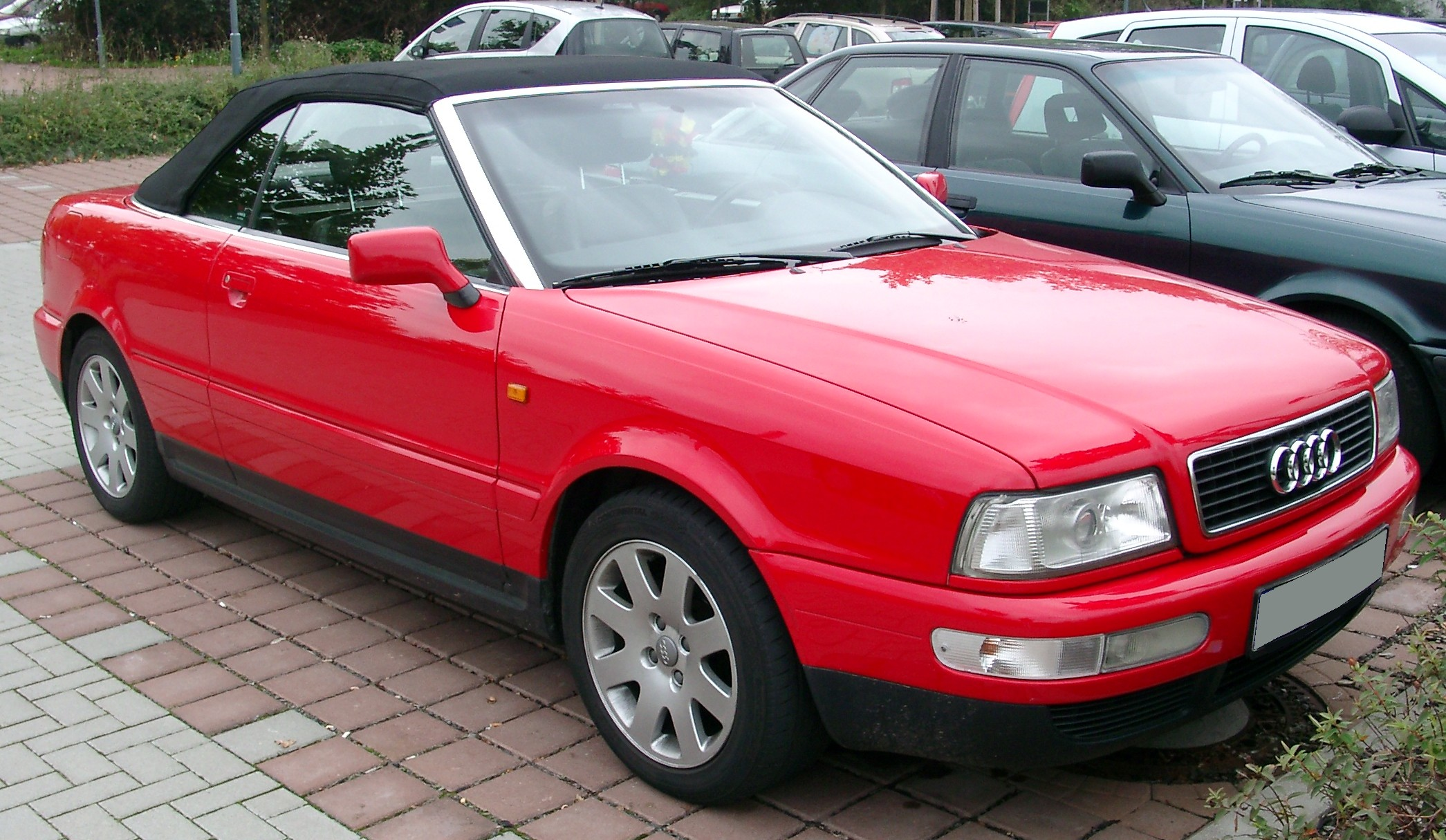
Audi Cabrio B4

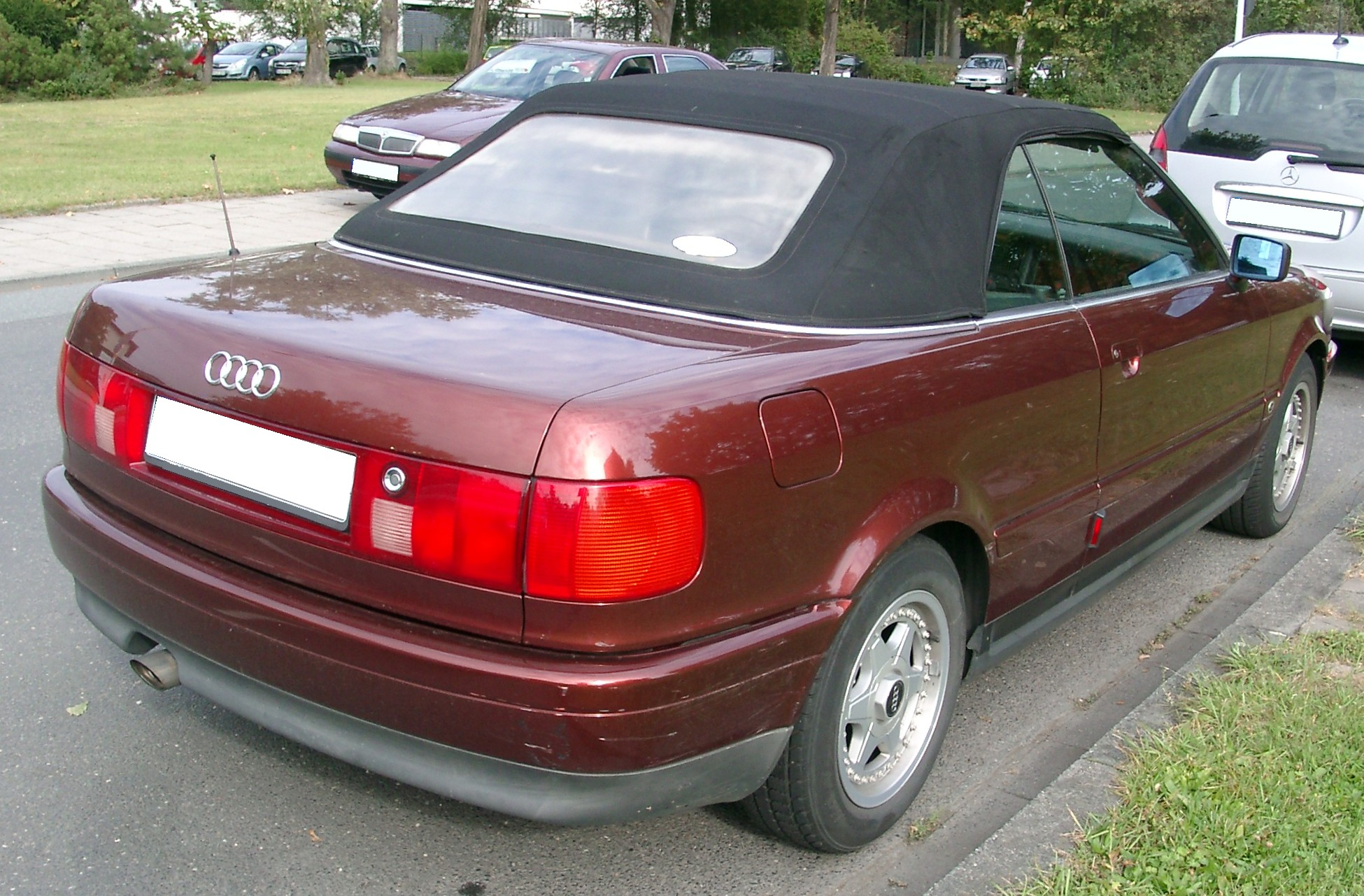
Audi Cabrio B4

In 1980 is van de Audi 80 B2 ook een Coupé versie geïntroduceerd. Deze was met de sterkere benzine motoren van de Audi 80 leverbaar. In 1988 werd deze afgelost door een nieuwe Coupé op basis van de Audi 80/90 B3. Dit model was alleen leverbaar met krachtige motoren uit de 90-reeks (waarop de Coupé gebaseerd was). Naast de vernieuwde Coupé kwam er ook de Audi Cabriolet. Dit model werd in 1991 geïntroduceerd en is tot 2000 doorgebouwd.
De Cabriolet is Audi's eerste soft-top. Aanvankelijk leverbaar met de 2,3 liter-vijfcilindermotor. De 2,0 liter-viercilinder en 2,6 & 2.8 liter-V6 werden later aangeboden. De Cabrio is zwaarder ontworpen dan de Coupé om de structurele sterkte te behouden (zij delen het sportonderstel). Het voorruitframe is versterkt en dient tevens als rollbar. In 1995 werd de 1.9 TDI geïntroduceerd, samen met de Volkswagen Golf Cabrio waren dit de enige cabrio's welke leverbaar waren met een dieselmotor.
Voor modeljaar 1996 kreeg de Cabrio een kleine facelift, dit hield onder andere in: nieuw ontworpen bumpers en instrumentenpaneel, projectielenskoplampen en nog meer opties.

### Motoren
De Audi Coupé B2 was leverbaar met de volgende motoren:
Benzine
| Type          | Motor    | Motor     | Motor                | Motor   | Vermogen | Koppel | Jaartal     |
| Type          | Inhoud   | Cilinders | Brandstofvoorziening | Kleppen | Vermogen | Koppel | Jaartal     |
| ------------- | -------- | --------- | -------------------- | ------- | -------- | ------ | ----------- |
| 1.8           | 1781 cm³ | 4-in-lijn | carburateur          | 8V      | 90 pk    | 145 Nm | 1985 - 1986 |
| 1.8           | 1781 cm³ | 4-in-lijn | carburateur          | 8V      | 90 pk    | 137 Nm | 1986 - 1988 |
| 1.9           | 1921 cm³ | 5-in-lijn | injectie             | 10V     | 115 pk   | 154 Nm | 1980 - 1983 |
| 2.0           | 1994 cm³ | 5-in-lijn | injectie             | 10V     | 115 pk   | 165 Nm | 1983 - 1986 |
| 2.2           | 2144 cm³ | 5-in-lijn | injectie             | 10V     | 130 pk   | 176 Nm | 1982 - 1984 |
| 2.2           | 2144 cm³ | 5-in-lijn | injectie             | 10V     | 136 pk   | 176 Nm | 1984 - 1986 |
| 2.2           | 2216 cm³ | 5-in-lijn | injectie             | 10V     | 116 pk   | 165 Nm | 1986 - 1988 |
| 2.2 Quattro   | 2216 cm³ | 5-in-lijn | injectie             | 10V     | 120 pk   | 176 Nm | 1986 - 1988 |
| 2.2 T Quattro | 2144 cm³ | 5-in-lijn | injectie             | 10V     | 200 pk   | 285 Nm | 1980 - 1986 |
| 2.2 T Quattro | 2216 cm³ | 5-in-lijn | injectie             | 10V     | 200 pk   | 270 Nm | 1986 - 1988 |
| 2.2 T Quattro | 2216 cm³ | 5-in-lijn | injectie             | 20V     | 220 pk   | 309 Nm | 1989 - 1991 |

De Audi Coupé B3/B4 was leverbaar met de volgende motoren:
Benzine
| Type       | Motor    | Motor     | Motor   | Vermogen | Koppel | Jaartal     |
| Type       | Inhoud   | Cilinders | Kleppen | Vermogen | Koppel | Jaartal     |
| ---------- | -------- | --------- | ------- | -------- | ------ | ----------- |
| 2.0 E      | 1984 cm³ | 4-in-lijn | 8V      | 113 pk   | 170 Nm | 1990 - 1991 |
| 2.0 E      | 1984 cm³ | 4-in-lijn | 8V      | 116 pk   | 165 Nm | 1991 - 1996 |
| 2.3 E      | 2309 cm³ | 5-in-lijn | 10V     | 136 pk   | 190 Nm | 1989 - 1991 |
| 2.3 E      | 2309 cm³ | 5-in-lijn | 10V     | 133 pk   | 186 Nm | 1991 - 1994 |
| 2.3 E 20v  | 2309 cm³ | 5-in-lijn | 20V     | 170 pk   | 220 Nm | 1989 - 1991 |
| 2.6 E      | 2598 cm³ | V6        | 12V     | 150 pk   | 225 Nm | 1992 - 1996 |
| 2.8 E      | 2771 cm³ | V6        | 12V     | 174 pk   | 250 Nm | 1991 - 1996 |
| S2 Quattro | 2226 cm³ | 5-in-lijn | 20V     | 220 pk   | 309 Nm | 1990 - 1993 |
| S2 Quattro | 2226 cm³ | 5-in-lijn | 20V     | 230 pk   | 350 Nm | 1993 - 1996 |

De Audi Cabrio B4 was leverbaar met de volgende motoren:
Benzine
| Type   | Motor    | Motor     | Motor   | Vermogen | Koppel | Jaartal     |
| Type   | Inhoud   | Cilinders | Kleppen | Vermogen | Koppel | Jaartal     |
| ------ | -------- | --------- | ------- | -------- | ------ | ----------- |
| 2.0    | 1984 cm³ | 4-in-lijn | 8V      | 116 pk   | 165 Nm | 1994 - 1997 |
| 1.8 5V | 1781 cm³ | 4-in-lijn | 20V     | 125 pk   | 173 Nm | 1997 - 2000 |
| 2.3    | 2309 cm³ | 5-in-lijn | 10V     | 133 pk   | 186 Nm | 1991 - 1994 |
| 2.6    | 2598 cm³ | V6        | 12V     | 150 pk   | 225 Nm | 1994 - 2000 |
| 2.8    | 2771 cm³ | V6        | 12V     | 174 pk   | 250 Nm | 1993 - 1999 |

Diesel
| Type    | Motor    | Motor     | Motor   | Vermogen | Koppel | Jaartal     |
| Type    | Inhoud   | Cilinders | Kleppen | Vermogen | Koppel | Jaartal     |
| ------- | -------- | --------- | ------- | -------- | ------ | ----------- |
| 1.9 TDI | 1896 cm³ | 4-in-lijn | 8V      | 90 pk    | 202 Nm | 1995 - 1999 |

### Motoren en productie-aantallen
| Motor               | 1990  | 1991  | 1992  | 1993  | 1994  | 1995  | 1996  | 1997  | 1998  | 1999  | 2000  |
| ------------------- | ----- | ----- | ----- | ----- | ----- | ----- | ----- | ----- | ----- | ----- | ----- |
| 1.6 4-cil 74 kW     |       |       |       |       |       |       | 5     |       |       |       |       |
| 1.8 4-cil 92 kW     |       |       |       |       |       |       | 18    | 1689  | 2397  | 1779  | 968   |
| 1.9 tdi 4-cil 66 kW |       |       |       |       |       | 348   | 938   | 890   | 658   | 649   | 543   |
| 2.0 4-cil 85 kW     | 1     | 3     | 9     | 2653  | 2369  | 2913  | 2547  | 1444  | 296   |       |       |
| 2.0 4-cil 103 kW    |       |       |       |       |       | 72    | 17    |       |       |       |       |
| 2.3 5-cil 98 kW     | 22    | 6559  | 9692  | 3575  | 65    |       |       |       |       |       |       |
| 2.6 v6 102 kW       |       |       |       |       | 1     | 8     |       |       |       |       |       |
| 2.6 v6 110 kW       |       |       | 7     | 36    | 3283  | 3507  | 3006  | 2556  | 1634  | 1145  | 569   |
| 2.8 v6 128 kW       |       | 4     | 147   | 3339  | 1697  | 1935  | 1803  | 2078  | 753   | 498   | 222   |
| Quattro             | 3     | 1     |       |       |       |       |       |       |       |       |       |
| Subtotalen          | 26    | 6567  | 9855  | 9603  | 7415  | 8783  | 8334  | 8657  | 5738  | 4071  | 2302  |
| Totaal              | 71351 | 71351 | 71351 | 71351 | 71351 | 71351 | 71351 | 71351 | 71351 | 71351 | 71351 |

Bron: Audi 80 Alle Modelle von 1972 bis 1995, Heel Verlag GmbH

## Sportieve versies

### Audi 80 2.0 16V
Tussen 1990 en 1991 is er ook een 140 pk sterke Audi 80 leverbaar geweest. Deze was voorzien van een tweelitermotor met vier kleppen per cilinder (16V). Uiteraard was de Quattro-aandrijving optioneel.

### Audi S2 Quattro
Eind 1991 kwam de Coupé S2, een snelle versie met 220 pk (later 230) twintigklepper vijfcilindermotor en vierwielaandrijving. De neus van de S2 liep vooruit op de facelift van de 80 die in 1991 zou volgen. Met de verschijning van de Avant kwam er ook een S2-versie van deze 80 uit en later ook een sedan. De S2 Quattro had een 2.2 met 20 kleppen en turbomotor die een vermogen had van 169 kW/230 pk.

### Audi RS2
In 1994 verscheen de Audi RS2 die samen met Porsche ontwikkeld is. De RS2 was alleen verkrijgbaar als Avant en heeft dezelfde motor als de S2. Dit model had een vermogen van 232 kW/316 pk. Dit model werd door Porsche verder afgebouwd. Beide modellen hebben standaard quattro-aandrijving. Echter, de RS2 had een krukas met sterkere hoofdlagers, inspuitventielen met een hogere opbrengst, de ECU had een andere programmering en het uitlaatspruitstuk was drastisch gewijzigd in verband met de aanzienlijke vermogenstoename. Anders dan het S2-spruitstuk, waarbij drie cilinderuitgangen op een andere plek bij elkaar kwamen dan de overige twee, had het RS2-spruitstuk één positie waar alle vijf uitlaatpoorten bij elkaar kwamen.
Bovendien onderging het onderstel een drastische wijziging waardoor het rijden met de 17 inch fabriekswielen van 911 met ET52, mogelijk werd. Op naafniveau werd er de RS2 met steekmaat 5 × 130 namelijk afgeleverd, afgemonteerd met Porsche Cup-velgen.